# Apostolic United Brethren
The Apostolic United Brethren (AUB), är en mormonrörelse med högkvarter i Bluffdale, Utah.
AUB hade 1998 cirka 10 000 anhängare, huvudsakligen i Utah, USA och Mexiko.
Man ser sig inte som en egen kyrka utan som en reformationsrörelse inom Sista dagars heliga-rörelsen, med uppgift att hålla liv i sanna traditioner och läror som övergivits av Jesu Kristi Kyrka av Sista Dagars Heliga. Därför praktiserar man bland annat polygyni.
Man hävdar att John och Lorin C. Woolley, med flera i september 1886 träffade presidenten för Jesu Kristi Kyrka av Sista Dagars Heliga, John Taylor. Den sistnämnde ska då ha avslöjat att han mött såväl kyrkans grundare Joseph Smith som Jesus Kristus och mottagit en uppenbarelse att månggiftet inte skulle upphöra men hållas vid liv av en utvald grupp, som skulle bevara denna lära på jorden.
Dagen därpå avskiljdes Woolleys, Taylors rådgivare George Q. Cannon och andra för detta ändamål.
Fram till 1950-talet utgjorde polygamistmormonerna i huvudsak en enhetlig grupp, men när ledaren Joseph White Musser 1951 ordinerade Rulon C. Allred till sin efterträdare bröt sig en grupp fundamentalister i Short Creek ut och bildade så småningom sin egen kyrka, den Fundamentalistiska Jesu Kristi kyrka av sista dagars heliga.
När Rulon C. Allred 1977 sköts till döds av Ervil LeBarons fru Rena Chynoweth hamnade AUB i medias sökarljus. Allred efterträddes av sin bror, Owen Allred, som dog 2005 och i sin tur avlöstes av J. LaMoine Jenson.